# Carnac Island
Carnac Island (conosciuta con il nome di Ngooloormayup dal popolo Noongar) è un'isola situata al largo della costa dell'Australia Occidentale, circa 10 km a sud-ovest della città di Fremantle e a nord di Garden Island, nella regione dell'Area metropolitana di Perth. Appartiene alla Local government area della Città di Cockburn. L'isola è un'area naturale protetta: Carnac Island Nature Reserve.

## Geografia
Carnac Island ha una forma irregolare e un'area di circa 19 ha. È circondata da piccoli isolotti e scogli: Shag Rock a nord, West e South West Rock a ovest, Flat Rock a sud.

### Fauna
L'isola di Carnac è classificata come Important Bird Area perché ospita una vasta gamma di uccelli marini:
il pinguino minore blu, la berta del Pacifico, il cormorano bianconero maggiore, la beccaccia di mare orientale, la sterna delle fate, la sterna maggiore, la sterna dalle redini, il beccapesci veloce e il gabbiano australiano.
L'isola ospita leoni marini australiani e nelle sue acque si trovano i Tursiops. L'otaria orsina meridionale è una visitatrice frequente.
Carnac Island è nota per l'abbondanza di serpenti, in particolare serpenti tigre. L'isola presenta più di tre serpenti tigre ogni 25 metri quadrati. Un altro rettile presente è l'Egernia kingii.

## Storia
Nel 1803, l'esploratore francese Louis de Freycinet, capitano della Casuarina, chiamò l'isola Île Berthelot; precedentemente l'aveva chiamata Île Pelée (isola calva). Era nota anche come Île Lévilian.  Nel 1827, James Stirling cambiò il suo nome in Pulo Carnac Island in onore di John Rivett-Carnac, secondo tenente della sua nave, la HMS Success. Pulo è il termine malese per "isola"; non è noto il motivo per cui Stirling abbia incluso il termine che fu presto abbandonato.

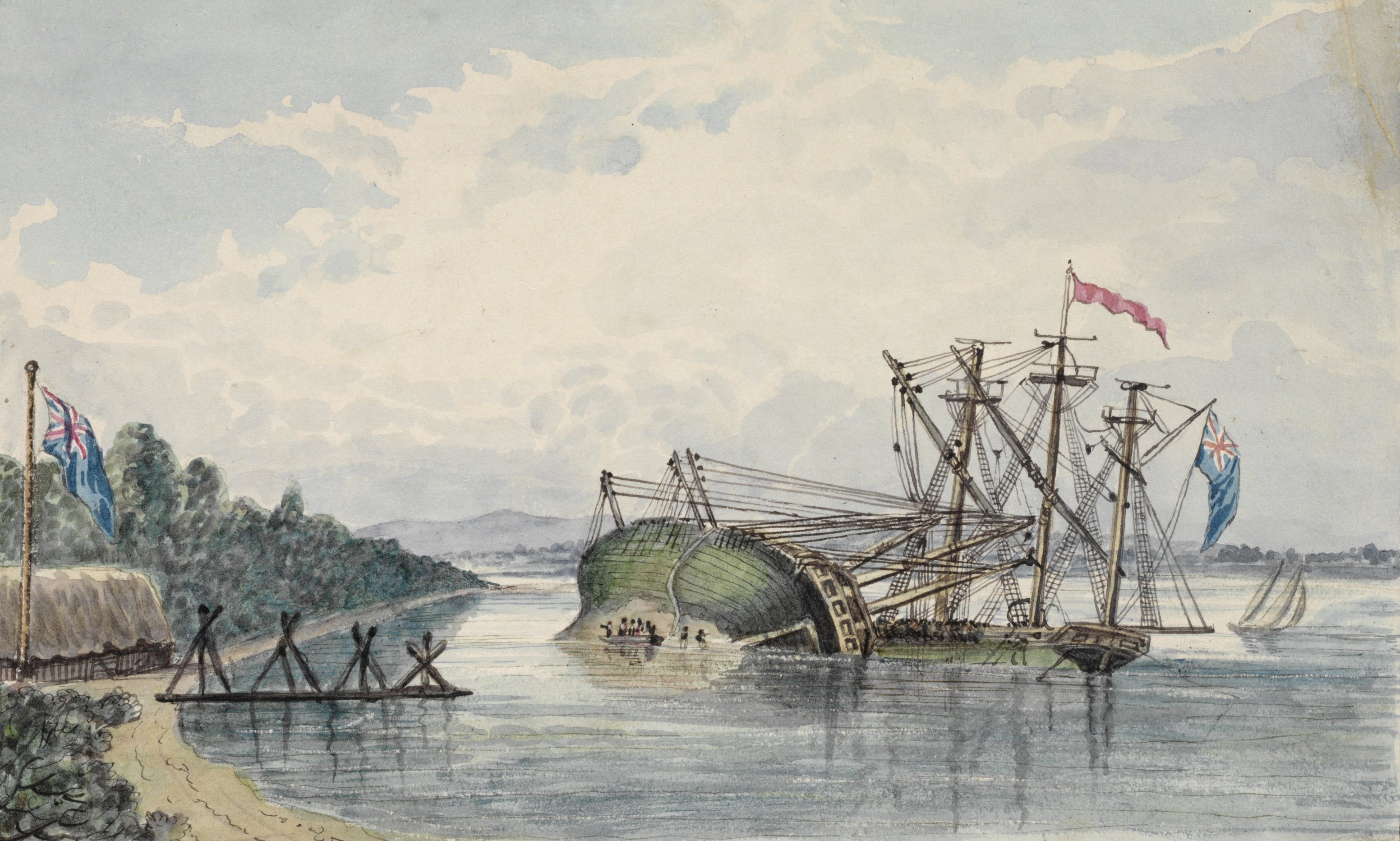
Riparazioni della HMS Success presso Carnac Island

Dal 1836 al 1837, l'isola servì da stazione per la caccia alla balena.